# Швейцария на «Евровидении-1962»
Швейцария приняла участие в Евровидении 1962, проходившем в Люксембурге, Люксембург. Страну представил Жан Филипп с песней «Le retour», выступивший под номером 11. В этом году страна заняла десятое место, получив 2 балла, как и Дания, и Норвегия. Комментаторами конкурса от Швейцарии в этом году стали Теодор Халлер, Georges Hardy и Giovanni Bertini, а глашатаем — Александре Бёргер.
Жан Филипп прошёл национальный отбор, проводимый в стране. Но данные об участниках и проведении отбора были утеряны.

## Страны, отдавшие баллы Швейцарии
Каждый член жюри мог распределить 6 очков: 3 — лучшей песне, 2 — второй и 1 — третьей. Песня с наибольшим количеством очков получала 3 очка, со вторым результатом — 2 очка, с третьим — одно очко: это считалось окончательным голосом и объявлялось как часть «Голоса Европейского жюри».
| Отдали Швейцарии… |
| 2 балла           |
| ----------------- |
| Германия          |

## Страны, получившие баллы от Швейцарии
| 3 балла | Франция        |
| 2 балла | Великобритания |
| 1 балл  | Люксембург     |